# Compagnie électrique Tōhoku

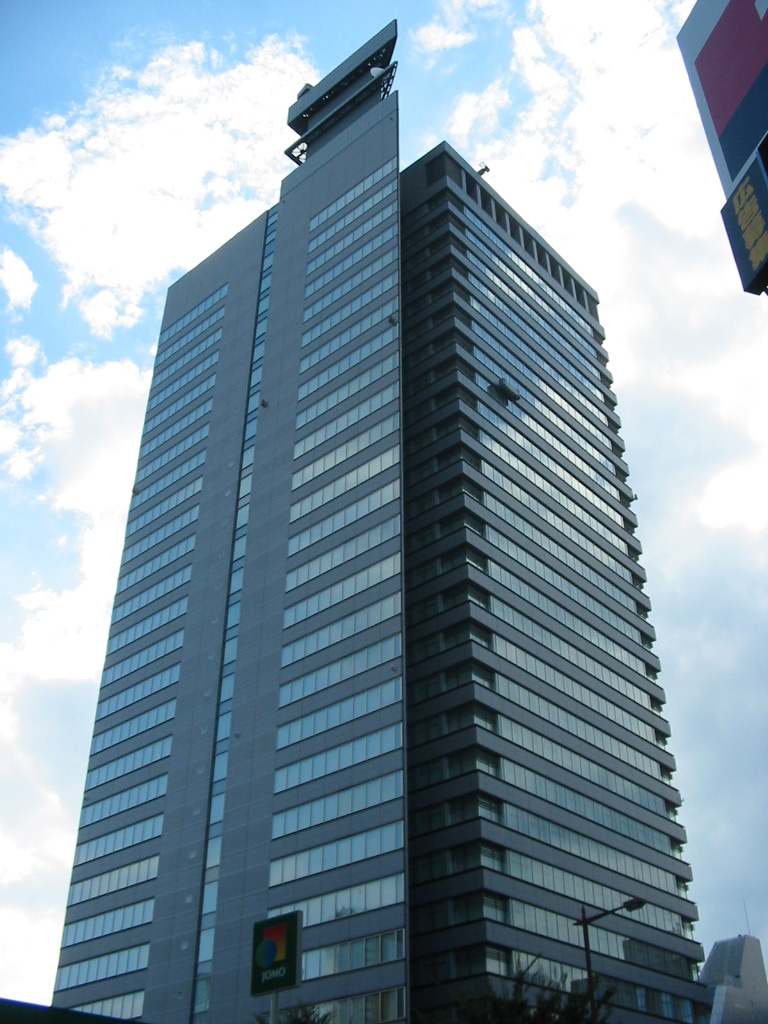
Bureaux de la Direction

La compagnie d'électricité Tōhoku (東北電力株式会社, Tōhoku Denryoku kabushiki-gaisha; mot à mot: Énergie électrique de Tōhoku; abrégée en 東北電, Tōhokuden; et en anglais Tohoku Electric Power Co., Inc.) est le fournisseur d'électricité des six préfectures dans la région de Tōhoku située au nord de l'ile de Honshū. La compagnie Tōhoku EPCo est souvent confondue avec TEPCo, dont elle partage les mêmes initiales tout en étant distincte. Elle fournit de l'électricité à 50 Hz bien que certaines zones utilisent du 60 Hz.
Tōhoku Electric Power est la quatrième plus grande compagnie d'électricité du Japon en matière de recettes, derrière TEPCO, KEPCO et Chubu Electric Power.
La compagnie exploite la centrale nucléaire d'Onagawa qui, en étant la plus proche de l'épicentre du séisme de mars 2011, a résisté et s'est arrêtée comme prévu en toute sécurité, sans incident, tout en ayant servi d'abri à la population locale, contre le tsunami.

## Les participations boursières
- Nippon Life Insurance Company : 3,9 %
- Japan Trustee Services Bank : 3,8 %
- The Master Trust Bank of Japan : 3,6 %

## Divers
- La compagnie subventionne notamment le stade de Niigata qui se nomme donc maintenant stade Tohoku Denryoku.